# Mathieu Kamba
Mathieu Nkongolo Kamba (Calgary, 5 ottobre 1995) è un cestista canadese con cittadinanza della Repubblica Democratica del Congo.

## Statistiche

### College
| Anno      | Squadra           | PG  | PT | MP   | TC%  | 3P%  | TL%  | RP  | AP  | PRP | SP  | PP   |
| --------- | ----------------- | --- | -- | ---- | ---- | ---- | ---- | --- | --- | --- | --- | ---- |
| 2014-2015 | C. Arkansas Bears | 29  | 13 | 26,8 | 47,5 | 10,0 | 58,8 | 4,4 | 1,6 | 0,7 | 0,5 | 7,9  |
| 2015-2016 | C. Arkansas Bears | 28  | 17 | 25,6 | 58,4 | 25,0 | 52,4 | 5,4 | 1,3 | 0,6 | 0,7 | 10,5 |
| 2016-2017 | C. Arkansas Bears | 32  | 31 | 31,3 | 53,0 | 40,0 | 59,3 | 6,7 | 1,8 | 0,8 | 0,5 | 13,9 |
| 2017-2018 | C. Arkansas Bears | 35  | 33 | 30,3 | 51,8 | 35,8 | 65,7 | 6,1 | 2,3 | 1,1 | 1,0 | 13,8 |
| Carriera  | Carriera          | 124 | 94 | 28,7 | 52,8 | 33,6 | 59,8 | 5,7 | 1,8 | 0,8 | 0,7 | 11,7 |

## Palmarès
- Copa Princesa de Asturias: 1

Palencia: 2023